# Menno Oosting
Menno Oosting (* 17. Mai 1964 in Son en Breugel, Nordbrabant; † 22. Februar 1999 in Turnhout, Belgien) war ein niederländischer Tennisspieler, der insbesondere im Doppel und im Mixed erfolgreich war.

## Leben
Oosting wurde am Dutch Tennis Training Institute ausgebildet, wo auch Jacco Eltingh trainierte.  1983 wurde er Tennisprofi und war 1987 und 1988 nationaler niederländischer Tennismeister. Er stand 1990 im Halbfinale des Challenger-Turniers von Bangkok und im Viertelfinale des Challenger-Turniers von Kuala Lumpur.
1991 erreichte er erstmals ein Doppelfinale auf der ATP World Tour. Im Jahr darauf errang er in München an der Seite von David Adams seinen ersten Doppeltitel. Mit wechselnden Partnern gewann er im Laufe seiner Karriere sieben Doppeltitel, weitere elf Mal stand er in einem Finale. Seine höchste Notierung in der Tennis-Weltrangliste erreichte er 1988 mit Position 72 im Einzel sowie 1995 mit Position 20 im Doppel.
Sein bestes Einzelergebnis bei einem Grand-Slam-Turnier war das Erreichen des Achtelfinales der Australian Open 1988. Sein bestes Resultat in der Doppelkonkurrenz war die Viertelfinalteilnahme bei den Australian Open 1991. Bei den French Open, in Wimbledon und bei den US Open stand er jeweils im Achtelfinale. Noch erfolgreicher war er im Mixed. An der Seite von Kristie Boogert gewann er 1994 die French Open.
Oosting spielte zwischen 1985 und 1988 acht Einzel- sowie drei Doppelpartien für die niederländische Davis-Cup-Mannschaft. Er kam dabei jedoch nie in der Weltgruppe zum Einsatz und spielte in Partien gegen Finnland, Nigeria, Israel und Senegal.
Oosting erlag den Verletzungen, die er sich bei einem Straßenverkehrsunfall in Turnhout zuzog.

## Erfolge
| Legende                       |
| Grand Slam (1)                |
| Tennis Masters Cup            |
| ATP Masters Series            |
| ATP International Series Gold |
| ATP International Series (7)  |
| ATP Challenger Tour (6)       |

### Doppel

#### Turniersiege

##### ATP Tour
| Nr. | Datum              | Turnier    | Belag     | Partner      | Finalgegner                         | Ergebnis      |
| --- | ------------------ | ---------- | --------- | ------------ | ----------------------------------- | ------------- |
| 1.  | 27. April 1992     | München    | Sand      | David Adams  | Carl Limberger Tomáš Anzari         | 3:6, 7:5, 6:3 |
| 2.  | 13. September 1993 | Bukarest   | Sand      | Libor Pimek  | George Cosac Ciprian Porumb         | 7:6, 7:6      |
| 3.  | 14. März 1994      | Casablanca | Sand      | David Adams  | Cristian Brandi Federico Mordegan   | 6:3, 6:4      |
| 4.  | 25. April 1994     | Madrid     | Sand      | Rikard Bergh | Jean-Philippe Fleurian Jakob Hlasek | 6:3, 6:4      |
| 5.  | 3. Oktober 1994    | Toulouse   | Hartplatz | Daniel Vacek | Patrick McEnroe Jared Palmer        | 7:6, 6:7, 6:3 |
| 6.  | 29. Januar 1996    | Zagreb     | Teppich   | Libor Pimek  | Martin Damm Hendrik Jan Davids      | 6:3, 7:6      |
| 7.  | 9. März 1998       | Kopenhagen | Teppich   | Tom Kempers  | Brett Steven Jan Siemerink          | 6:4, 7:6      |

##### ATP Challenger Tour
| Nr. | Datum             | Turnier    | Belag     | Partner         | Finalgegner                     | Ergebnis      |
| --- | ----------------- | ---------- | --------- | --------------- | ------------------------------- | ------------- |
| 1.  | 1. Juni 1987      | Dortmund   | Sand      | Bruce Derlin    | Wolfgang Popp Udo Riglewski     | 6:7, 6:4, 6:3 |
| 2.  | 30. Juli 1990     | Winnetka   | Hartplatz | Zeeshan Ali     | Doug Flach Luis-Enrique Herrera | 4:6, 6:3, 6:2 |
| 3.  | 25. November 1991 | Bossonnens | Hartplatz | Alex Antonitsch | Michiel Schapers Daniel Vacek   | 6:3, 6:2      |
| 4.  | 22. März 1993     | Agadir     | Sand      | Goran Prpić     | Ģirts Dzelde Piet Norval        | 3:6, 6:3, 6:3 |
| 5.  | 28. Juni 1993     | Porto      | Sand      | Daniel Vacek    | Jordi Burillo Javier Sánchez    | 6:3, 7:6      |
| 6.  | 2. November 1998  | Aachen     | Hartplatz | Pavel Vízner    | Tuomas Ketola Petr Pála         | 7:6, 6:3      |

#### Finalteilnahmen
| Nr. | Datum              | Turnier        | Belag         | Partner            | Finalgegner                       | Ergebnis      |
| --- | ------------------ | -------------- | ------------- | ------------------ | --------------------------------- | ------------- |
| 1.  | 30. September 1991 | Athen          | Sand          | Olli Rahnasto      | Jacco Eltingh Mark Koevermans     | 7:5, 6:7, 5:7 |
| 2.  | 4. April 1993      | Estoril        | Sand          | Udo Riglewski      | David Adams Andrei Olchowski      | 3:6, 5:7      |
| 3.  | 3. April 1994      | Estoril        | Sand          | Richard Krajicek   | Cristian Brandi Federico Mordegan | kampflos      |
| 4.  | 10. Juli 1994      | Gstaad         | Sand          | Daniel Vacek       | Sergio Casal Emilio Sánchez       | 6:7, 4:6      |
| 5.  | 26. Februar 1996   | Antwerpen      | Teppich       | Jewgeni Kafelnikow | Jonas Björkman Nicklas Kulti      | 4:6, 4:6      |
| 6.  | 26. Mai 1996       | St. Pölten     | Sand          | David Adams        | Sláva Doseděl Pavel Vízner        | 7:6, 4:6, 3:6 |
| 7.  | 28. Juli 1996      | Kitzbühel      | Sand          | David Adams        | Libor Pimek Byron Talbot          | 6:7, 3:6      |
| 8.  | 15. September 1996 | Bukarest       | Sand          | David Adams        | David Ekerot Jeff Tarango         | 6:7, 6:7      |
| 9.  | 29. September 1996 | Basel          | Hartplatz (i) | David Adams        | Jewgeni Kafelnikow Daniel Vacek   | 3:6, 4:6      |
| 10. | 7. Oktober 1996    | Wien           | Teppich (i)   | Pavel Vízner       | Jewgeni Kafelnikow Daniel Vacek   | 6:7, 4:6      |
| 11. | 14. Februar 1999   | St. Petersburg | Teppich (i)   | Andrei Pavel       | Jeff Tarango Daniel Vacek         | 6:3, 3:6, 5:7 |

### Mixed

#### Turniersiege
| Nr. | Datum        | Turnier     | Belag | Partnerin       | Finalgegner                     | Ergebnis      |
| --- | ------------ | ----------- | ----- | --------------- | ------------------------------- | ------------- |
| 1.  | 5. Juni 1994 | French Open | Sand  | Kristie Boogert | Larisa Neiland Andrei Olchowski | 7:5, 3:6, 7:5 |